# District de Datong (Huainan)
Pour les articles homonymes, voir Datong (homonymie).
Le district de Datong (大通区 ; pinyin : Dàtōng Qū) est une subdivision administrative de la province de l'Anhui en Chine. Il est placé sous la juridiction de la ville-préfecture de Huainan.